# Lac Vert (Lesponne)
Pour les articles homonymes, voir Lac Vert.
Lac Vert est un lac pyrénéen français situé administrativement dans la commune de Beaucens dans le département des Hautes-Pyrénées en région  Occitanie.

## Toponymie
Vient de la couleur de ses eaux (voir photo aérienne/satellite). 

## Géographie

### Topographie
Avec une altitude de 2 009 m, il se situe en haut de la vallée de Lesponne à l'est du lac Bleu de Lesponne. C'est un petit lac de 1,4 hectare seulement.

### Climat
C'est un lac de moyenne altitude appartenant à la catégorie des lacs de pelouse, qui se caractérisent par une température estivale en surface de 12 °C, une moyenne de 7.5 mois de gel par an.

## Protection environnementale
Le lac fait partie d'une zone naturelle protégée, classée ZNIEFF de type 2 : Bassin du haut Adour.

## Voies d'accès
- En venant de la vallée de Lesponne par le Chiroulet puis de lac Bleu de Lesponne.
- Par le lac d'Ourrec.